# ジョエル・グスマン
アービン・ジョエル・ビーゴ・グスマン（Irvin Joel Vigo Guzman、1984年11月24日 - ）は、ドミニカ共和国出身のプロ野球選手（外野手、内野手）。
NPBでの登録名はグスマン。

## 経歴

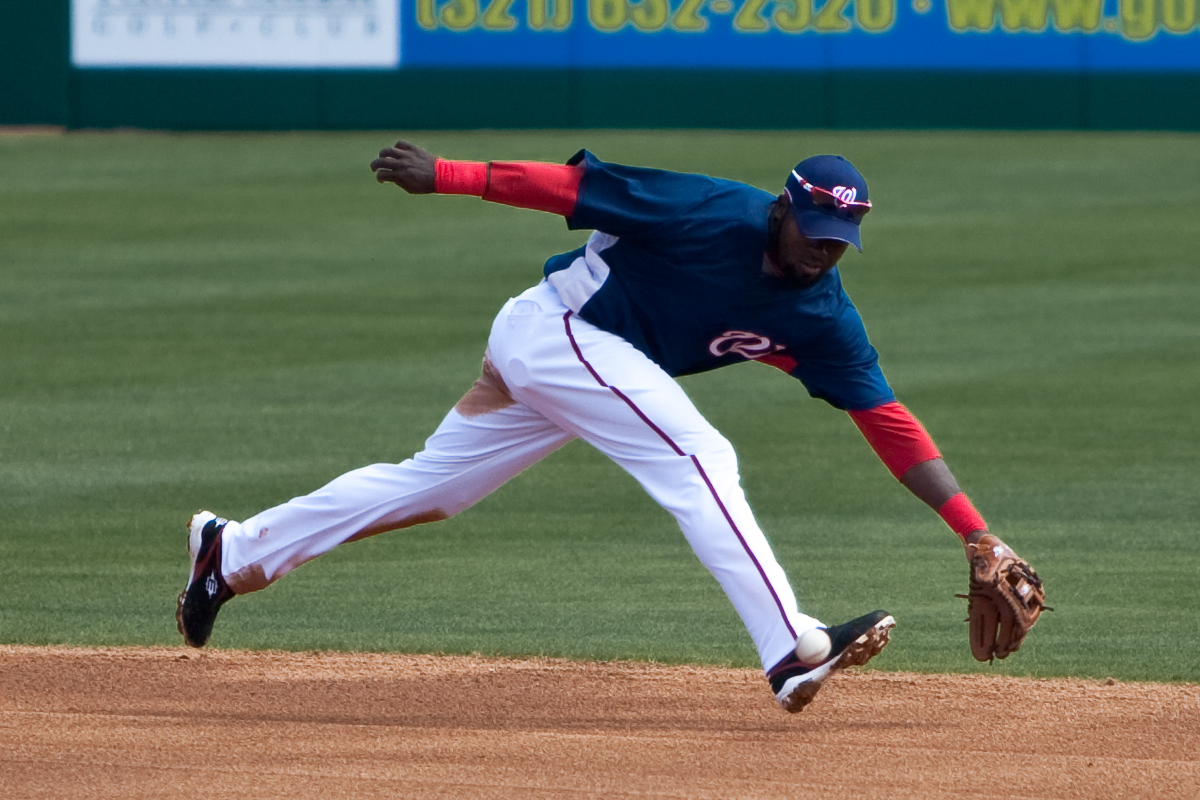
ワシントン・ナショナルズ傘下時代
（2009年3月4日）

2001年に契約金225万ドル（当時最高額）でロサンゼルス・ドジャースと契約。2004年からジャクソンビル・サンズに昇格し、オールスター・フューチャーズゲームに選出される。
2005年はサザンリーグのオールスターに選出され、2006年6月1日にメジャーデビューを果たした。オールスター・フューチャーズゲームに2度目の選出を果たし、ジョーイ・ボット・カルロス・ゴンザレスと共にクリーンナップを組んだ。メジャーでは8試合に出場した。7月31日にフリオ・ルーゴとのトレードでタンパベイ・デビルレイズへ移籍。しかし、デビルレイズでは試合出場の機会がなかった。
2007年はメジャーで16試合に出場したが、2008年は主にダーラム・ブルズでプレーした。
2009年はワシントン・ナショナルズとマイナー契約を結んだ。
2010年はボルチモア・オリオールズとマイナー契約を結ぶ。傘下のボウイ・ベイソックスへ所属し、打率.279・33本塁打・OPS.839の成績を残した。シーズン終了後の同年12月22日、中日ドラゴンズと契約し、フェリックス・カラスコと共に入団。
2011年4月12日の対横浜ベイスターズ1回戦（横浜スタジアム）に「5番・右翼手」で先発出場し山本省吾から来日初本塁打を放つも、その後は極度の打撃不振に陥り、6月に二軍に降格。夏場にトニ・ブランコが怪我で離脱したため一軍に再昇格するが、守備面の不安から外野手としてではなく一塁手としての出場が多くなった。ブランコの復帰に伴い二軍に降格したが、エンジェルベルト・ソトが離脱したため再々昇格。しかし、残り試合でも結果が出ず、11月1日に球団から戦力外通告を受け、ウェーバー公示となる。
2012年1月18日にシンシナティ・レッズとマイナー契約を結ぶが、6月27日に解雇。その後リーガ・メヒカーナ・デ・ベイスボルのラグナ・カウボーイズと契約した。
2013年はリーガ・メヒカーナ・デ・ベイスボルのタバスコ・キャトルメンとサルティーヨ・サラペメーカーズでプレー。
2014年は所属球団なく、2015年は独立リーグ・アトランティックリーグのカムデン・リバーシャークスと契約。
2016年3月25日にアトランティックリーグのヨーク・レボリューションと契約。
2017年6月11日に解雇となり、17日にシュガーランド・スキーターズと契約。

## プレースタイル
右方向にも長打を放てるパワーが特徴で、ミゲル・カブレラと比較されるほどの有望株だったが、選球眼の悪さと内角の速球への弱さを克服できず、メジャーでは通算24試合の出場に留まった。中日移籍後も弱点の内角を攻められ、三振を喫することが多かった。。前述のように、中日では持ち前のパワーを生かすことができず、長打率は3割を切るまでに落ち込んだ。得点圏打率は.115と低く、通算251打席で勝利打点はつかなかった。選球眼も悪く、251打席で四球は9個、出塁率は.219だった。ただし館山昌平には相性が良く、館山との対戦打率は.727（11打数8安打）を記録した。
プロ3年間は遊撃手としての出場が中心だったが、以降は主に三塁手・一塁手として出場が多くなり、外野守備も経験していることから、中日では外野手登録となった。

## 人物
来日当初、ひし形にカットされた髪がスキンヘッドの後頭部に残る髪型をしていたが、これは「いつまでも輝いていられるように」という意味を込めたダイヤモンドを表していたという。来日後はトニ・ブランコが考案した髪型にカットしてもらっていた。

## 詳細情報

### 年度別打撃成績
| 年 度    | 球 団    | 試 合 | 打 席 | 打 数 | 得 点 | 安 打 | 二 塁 打 | 三 塁 打 | 本 塁 打 | 塁 打 | 打 点 | 盗 塁 | 盗 塁 死 | 犠 打 | 犠 飛 | 四 球 | 敬 遠 | 死 球 | 三 振 | 併 殺 打 | 打 率 | 出 塁 率 | 長 打 率 | O P S |
| -------- | -------- | ----- | ----- | ----- | ----- | ----- | -------- | -------- | -------- | ----- | ----- | ----- | -------- | ----- | ----- | ----- | ----- | ----- | ----- | -------- | ----- | -------- | -------- | ----- |
| 2006     | LAD      | 8     | 23    | 19    | 2     | 4     | 0        | 0        | 0        | 4     | 3     | 0     | 0        | 0     | 0     | 3     | 0     | 1     | 2     | 3        | .211  | .348     | .211     | .559  |
| 2007     | TB       | 16    | 39    | 37    | 5     | 9     | 1        | 2        | 0        | 14    | 4     | 0     | 0        | 0     | 0     | 2     | 0     | 0     | 10    | 1        | .243  | .282     | .378     | .660  |
| 2011     | 中日     | 73    | 251   | 238   | 15    | 43    | 7        | 0        | 7        | 71    | 15    | 0     | 0        | 0     | 1     | 9     | 0     | 3     | 81    | 7        | .181  | .219     | .298     | .517  |
| MLB：2年 | MLB：2年 | 24    | 62    | 56    | 7     | 13    | 1        | 2        | 0        | 18    | 7     | 0     | 0        | 0     | 0     | 5     | 0     | 1     | 12    | 4        | .232  | .306     | .321     | .627  |
| NPB：1年 | NPB：1年 | 73    | 251   | 238   | 15    | 43    | 7        | 0        | 7        | 71    | 15    | 0     | 0        | 0     | 1     | 9     | 0     | 3     | 81    | 7        | .181  | .219     | .298     | .517  |

### 年度別守備成績
| 年 度 | 球 団 | 一塁（1B） | 一塁（1B） | 一塁（1B） | 一塁（1B） | 一塁（1B） | 一塁（1B） | 三塁（3B） | 三塁（3B） | 三塁（3B） | 三塁（3B） | 三塁（3B） | 三塁（3B） | 遊撃（SS） | 遊撃（SS） | 遊撃（SS） | 遊撃（SS） | 遊撃（SS） | 遊撃（SS） | 左翼（LF） | 左翼（LF） | 左翼（LF） | 左翼（LF） | 左翼（LF） | 左翼（LF） | 外野  | 外野  | 外野  | 外野  | 外野  | 外野     |
| 年 度 | 球 団 | 試 合      | 刺 殺      | 補 殺      | 失 策      | 併 殺      | 守 備 率   | 試 合      | 刺 殺      | 補 殺      | 失 策      | 併 殺      | 守 備 率   | 試 合      | 刺 殺      | 補 殺      | 失 策      | 併 殺      | 守 備 率   | 試 合      | 刺 殺      | 補 殺      | 失 策      | 併 殺      | 守 備 率   | 試 合 | 刺 殺 | 補 殺 | 失 策 | 併 殺 | 守 備 率 |
| ----- | ----- | ---------- | ---------- | ---------- | ---------- | ---------- | ---------- | ---------- | ---------- | ---------- | ---------- | ---------- | ---------- | ---------- | ---------- | ---------- | ---------- | ---------- | ---------- | ---------- | ---------- | ---------- | ---------- | ---------- | ---------- | ----- | ----- | ----- | ----- | ----- | -------- |
| 2006  | LAD   | 1          | 1          | 0          | 0          | 0          | 1.000      | 6          | 0          | 7          | 0          | 1          | 1.000      | -          | -          | -          | -          | -          | -          | 1          | 0          | 0          | 0          | 0          | .---       | -     | -     | -     | -     | -     | -        |
| 2007  | TB    | 2          | 11         | 1          | 1          | 2          | .923       | 8          | 3          | 7          | 0          | 1          | 1.000      | 3          | 0          | 0          | 0          | 0          | .---       | -          | -          | -          | -          | -          | -          | -     | -     | -     | -     | -     | -        |
| 2011  | 中日  | 35         | 236        | 10         | 1          | 15         | .996       |            |            |            |            |            |            |            |            |            |            |            |            |            |            |            |            |            |            | 38    | 55    | 3     | 1     | 0     | .983     |
| MLB   | MLB   | 3          | 12         | 1          | 1          | 2          | .929       | 14         | 3          | 14         | 0          | 2          | 1.000      | 3          | 0          | 0          | 0          | 0          | .---       | 1          | 0          | 0          | 0          | 0          | .---       | -     | -     | -     | -     | -     | -        |
| NPB   | NPB   | 35         | 236        | 10         | 1          | 15         | .996       | -          | -          | -          | -          | -          | -          | -          | -          | -          | -          | -          | -          | -          | -          | -          | -          | -          | -          | 38    | 55    | 3     | 1     | 0     | .983     |

### 記録
NPB
- 初出場・初先発出場：2011年4月12日、対横浜ベイスターズ1回戦（横浜スタジアム）、5番・右翼手で先発出場
- 初打席：同上、2回表に山本省吾から三塁ゴロ
- 初安打・初本塁打・初打点：同上、4回表に山本省吾から左中間へ3ラン

### 背番号
- 50 （2006年）
- 29 （2007年）
- 45 （2011年）